# PKCS
Els estàndards de criptografia de clau pública (PKCS) són un grup d'estàndards de criptografia de clau pública ideats i publicats per RSA Security LLC a principis dels anys noranta. L'empresa va publicar els estàndards per promoure l'ús de les tècniques de criptografia per a les quals tenia patents, com ara l'algoritme RSA, l'algoritme de signatura de Schnorr i diversos altres. Tot i que no són estàndards de la indústria (perquè l'empresa en va mantenir el control), alguns dels estàndards han començat a passar als processos de "seguiment d'estàndards" de les organitzacions d'estàndards pertinents en els darrers anys, com ara l'IETF i el grup de treball PKIX.
Actualitzacions clau (2023–2024):
- Integració de PKCS #7 i PKCS #12 en estàndards més amplis com S/MIME i TLS.
- Evolució de PKCS #11 per donar suport a maquinari i serveis al núvol més nous.
- Participació dels estàndards PKCS en els esforços de criptografia postquàntica, amb l'estandardització contínua del NIST.
- Adopció creixent dels estàndards PKCS en el context de la cadena de blocs i els actius digitals.

Resum dels estàndards PKCS:
|          | Versió | Nom                                             | Comentaris |
| -------- | ------ | ----------------------------------------------- | --- |
| PKCS #1  | 2.2    | RSA Cryptography Standard                       | Vegeu IETF RFC 8017. Defineix les propietats matemàtiques i el format de les claus públiques i privades RSA (codificades amb ASN.1 en text clar), i els algoritmes bàsics i els esquemes de codificació/farciment per realitzar xifratge i desxifratge RSA, i produir i verificar signatures. |
| PKCS #2  | -      | Withdrawn                                       | Ja no actiu A 2010. Cobria el xifratge RSA de resums de missatges; posteriorment es va fusionar amb PKCS #1. |
| PKCS #3  | 1.4    | Diffie–Hellman Key Agreement Standard           | Un protocol criptogràfic que permet a dues parts que no tenen coneixement previ l'una de l'altra establir conjuntament una clau secreta compartida a través d'un canal de comunicació no segur. |
| PKCS #4  | -      | Withdrawn                                       | Ja no actiu A 2010. Cobria la sintaxi de clau RSA; posteriorment es va fusionar amb PKCS #1. |
| PKCS #5  | 2.1    | Password-based Encryption Standard              | Vegeu IETF RFC 8018 i PBKDF2. |
| PKCS #6  | 1.5    | Extended-Certificate Syntax Standard            | Defineix extensions de l'antiga especificació de certificat v1 X.509. Obsoleta per la v3 de la mateixa. |
| PKCS #7  | 1.5    | Cryptographic Message Syntax Standard           | Vegeu IETF RFC 2315. S'utilitza per signar i/o xifrar missatges sota una PKI. També s'utilitza per a la difusió de certificats (per exemple, com a resposta a un missatge PKCS #10). Va formar la base de S/MIME, que és una versió del 2010 basada en IETF RFC 5652, un estàndard de sintaxi de missatges criptogràfics (CMS) actualitzat. Sovint s'utilitza per a l'inici de sessió únic. |
| PKCS #8  | 1.2    | Private-Key Information Syntax Standard         | Vegeu ETF RFC 5958. S'utilitza per transportar parells de claus de certificats privats (xifrats o sense xifrar). |
| PKCS #9  | 2.0    | Selected Attribute Types                        | Vegeu IETF RFC 2985. Defineix els tipus d'atributs seleccionats per al seu ús en certificats ampliats PKCS #6, missatges signats digitalment PKCS #7, informació de clau privada PKCS #8 i sol·licituds de signatura de certificat PKCS #10. |
| PKCS #10 | 1.7    | Certification Request Standard                  | Vegeu IETF RFC 2985. Format dels missatges enviats a una autoritat de certificació per sol·licitar la certificació d'una clau pública. Vegeu sol·licitud de signatura de certificat. |
| PKCS #11 | 3.0    | Cryptographic Token Interface                   | També conegut com a "Cryptoki". Una API que defineix una interfície genèrica per a tokens criptogràfics (vegeu també mòdul de seguretat de maquinari). Sovint s'utilitza en sistemes d'inici de sessió únic, criptografia de clau pública i xifratge de disc. RSA Security ha transferit el desenvolupament posterior de l'estàndard PKCS #11 al Comitè Tècnic OASIS PKCS 11. |
| PKCS #12 | 1.1    | Personal Information Exchange Syntax Standard   | Vegeu IETF RFC 7292. Defineix un format de fitxer que s'utilitza habitualment per emmagatzemar claus privades amb certificats de clau pública, protegits amb una clau simètrica basada en contrasenya. PFX és un predecessor de PKCS #12. Aquest format de contenidor pot contenir diversos objectes incrustats, com ara diversos certificats. Normalment protegit/xifrat amb una contrasenya. Utilitzable com a format per al Java KeyStore i per establir certificats d'autenticació de client a Mozilla Firefox. Utilitzable per Apache Tomcat. |
| PKCS #13 | –      | Elliptic-curve cryptography Standard            | (Aparentment abandonat, l'única referència és una proposta de 1998.) |
| PKCS #14 | –      | Pseudo-random Number Generation                 | (Aparentment abandonat, no existeixen documents.) |
| PKCS #15 | 1.1    | Cryptographic Token Information Format Standard | Defineix un estàndard que permet als usuaris de tokens criptogràfics identificar-se davant les aplicacions, independentment de la implementació de Cryptoki (PKCS #11) o d'altres API de l'aplicació. RSA ha renunciat a les parts d'aquest estàndard relacionades amb les targetes IC per passar a l'ISO/IEC 7816-15. |